# Salix retusa
Salix retusa es una especie de sauce perteneciente a la familia de las salicáceas. Se encuentra en  Europa.

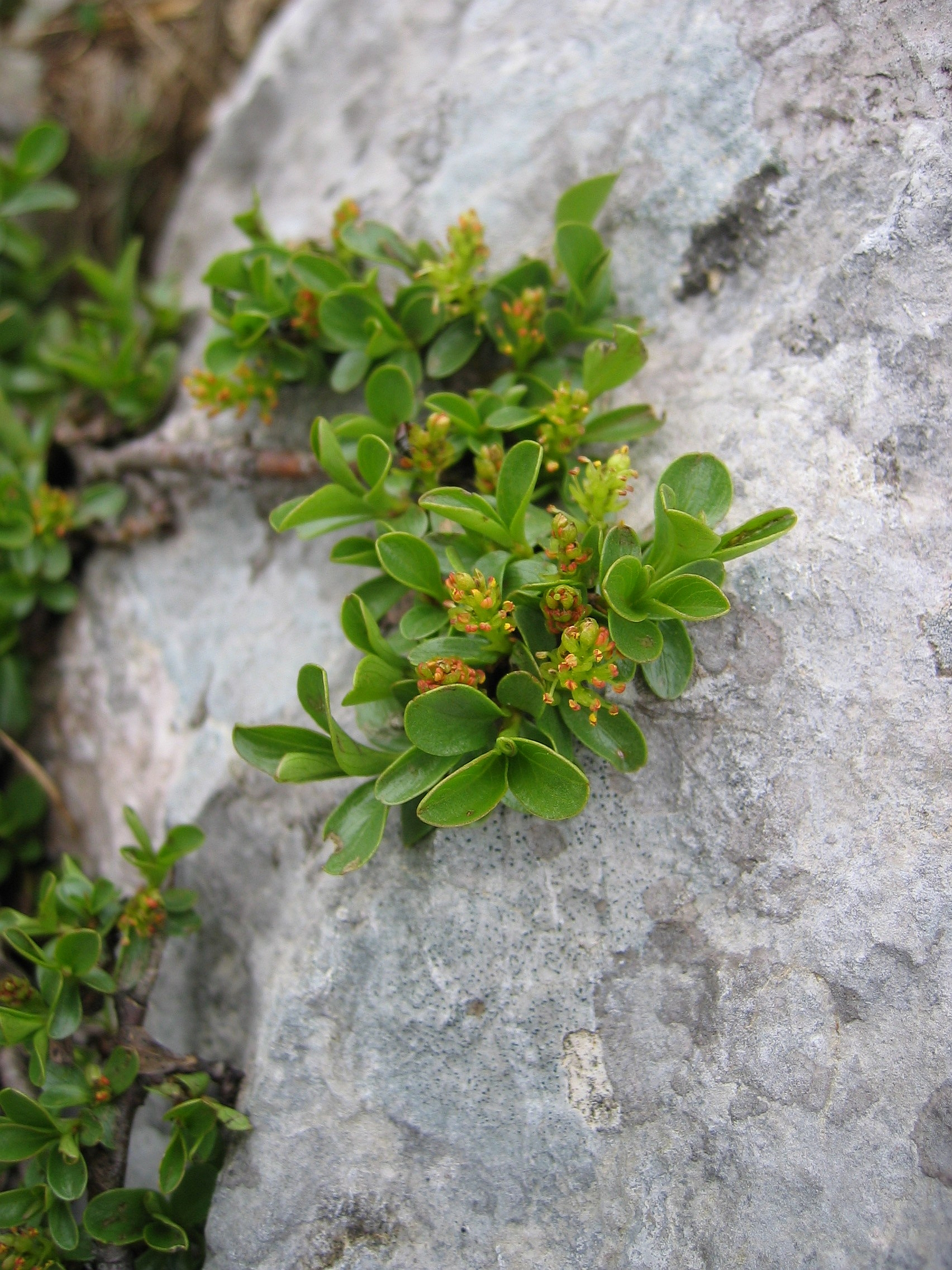
Salix retusa en su hábitat

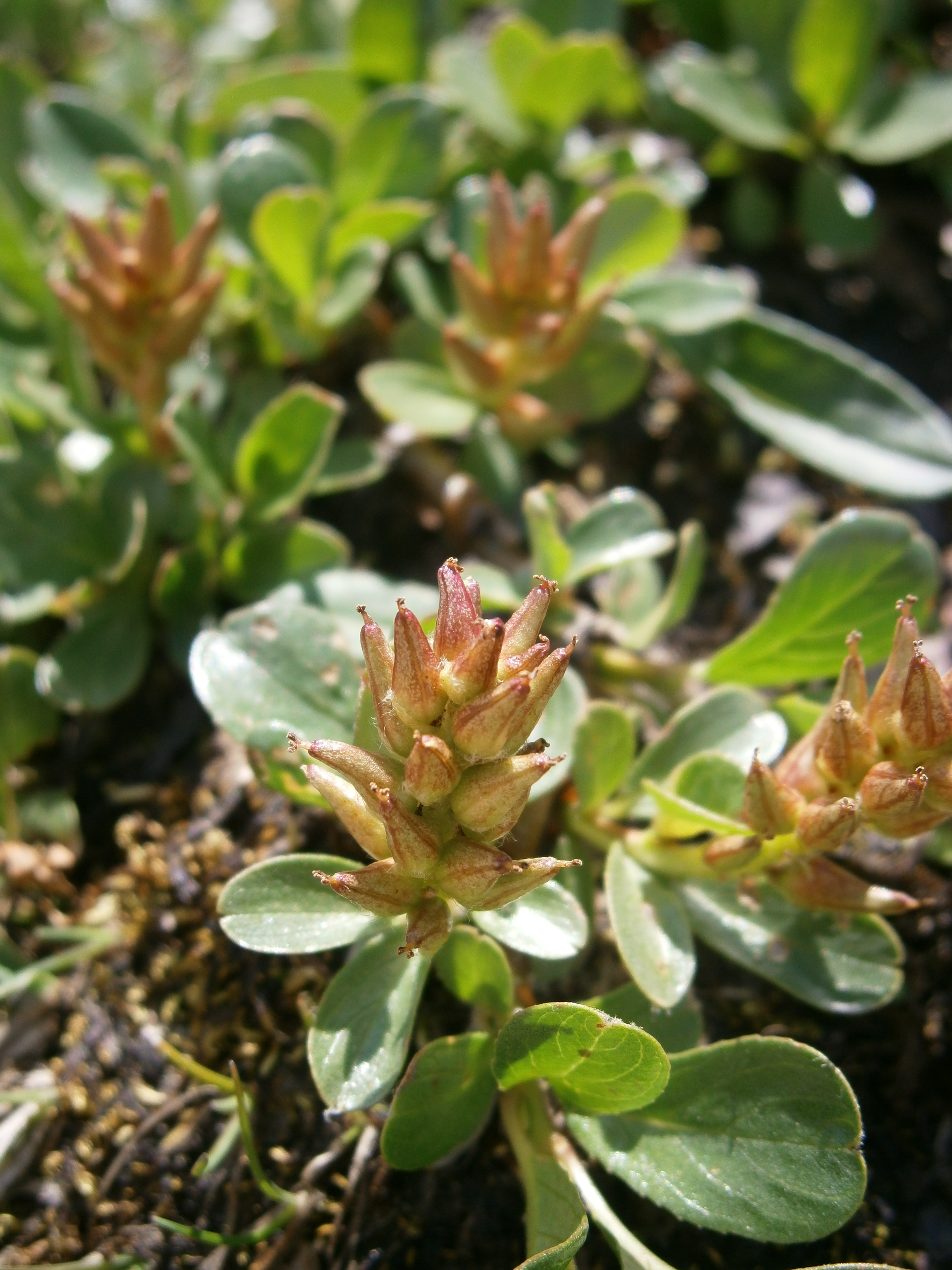
Vista de la planta

## Descripción
Es un arbusto que alcanza un tamaño de 0,1-0,3 metros de altura, con tallos rastreros y radicantes, raras veces erectos. Las ramas glabrescentes, al fin glabras, de color naranja o castaño más o menos rojizo. Las hojas de hasta 2 × 1 cm, oblongo-transovadas, transovadas, a veces transovado- lanceoladas o transovado-elípticas, con ápice obtuso, emarginado o retuso-truncado, base redondeada o cuneiforme (cortamente atenuada) y margen entero o con pocos dientes glandulosos o pocos pelos setáceos hacia la base, glabras, verdes y mates por ambas caras, sin glaucescencia en el envés; nervadura poco marcada en la que destaca solamente el nervio principal y los secundarios que sobresalen ligeramente por el envés; pecíolo de menos de 0,5 cm, generalmente glabro; estípulas inexistentes o reducidas a glándulas. Amentos de hasta 2 × 1 cm, paucifloros, coetáneos, terminales o subterminales, sobre pedúnculos cortos, foliosos, con raquis glabro o glabrescente; brácteas florales transovadas, oblongas, con ápice obtuso o retuso, de color uniforme, pocas veces con el ápice más obscuro, glabras, muy pocas veces con pelos setáceos por el borde. Flores con un número de nectarios inconstante; las masculinas con 2 estambres, de filamentos libres y glabros; las femeninas con pistilo glabro, pedicelado, estilo corto y estigmas bífidos.

## Hábitat
Se encuentra en zonas de laderas innivadas, zonas rocosas, neveros, etc.; suele formar escalones en laderas con solifluxión activa; más frecuente en substratos calizos; a una altitud de 2000-2700 metros en las  montañas del Sur de Europa. Pirineos.

## Taxonomía
Salix retusa fue descrita por Carlos Linneo y publicado en Systema naturae ed. 10, 2: 1287 (1759)
Etimología
Salix: nombre genérico latino para el sauce, sus ramas y madera.
retusa: epíteto latino que significa "con forma roma".
Citología
Tiene un número de cromosomas de: 2n = 76, 114, 152.
Sinonimia
- Salix kitaibeliana Willd.[5]
- Salix serpyllifolia Scop.[6]

## Nombre común
- Castellano:  salenca retusa.[6]